# Maaike Head
Maaike Head (Amsterdam, 11 settembre 1983) è una canottiera olandese, vincitrice della medaglia d'oro nel 2 di coppia pesi leggeri a Rio de Janeiro 2016 in coppia con Ilse Paulis.

## Palmarès
- Olimpiadi

Rio de Janeiro 2016: oro nel 2 di coppia pesi leggeri.
- Mondiali

Chungjiu 2013: oro nel 4 di coppia pesi leggeri.
Amsterdam 2014: oro nel 4 di coppia pesi leggeri.
- Europei

Brandeburgo 2016: oro nel 2 di coppia pesi leggeri.